# Rotvinkel
Rotvinkel är en trädrot, i huvudsak av gran, som används för att hålla upp bland annat takstolar men även hyllor av olika slag. Det sega virket i roten gör konstruktionen tålig och den vinklade formen gör bearbetningen enkel.